# بول إتش يونغ
بول إتش يونغ (بالإنجليزية: Paul Holden Young)‏ هو شخصية أعمال أمريكي، ولد في 27 أغسطس 1890 في تشيري فالي في الولايات المتحدة، وتوفي في 28 أبريل 1960 في ديترويت في الولايات المتحدة.